# Paecilomyces odonatae
Paecilomyces odonatae är en svampart som beskrevs av Zuo Y. Liu, Z.Q. Liang & A.Y. Liu 1996. Paecilomyces odonatae ingår i släktet Paecilomyces och familjen Trichocomaceae.   Inga underarter finns listade i Catalogue of Life.